# Leucania melania
Leucania melania är en fjärilsart som beskrevs av Otto Staudinger 1889. Leucania melania ingår i släktet Leucania och familjen nattflyn. Inga underarter finns listade i Catalogue of Life.